# ماريوس (زرافة)
الزرافة ماريوس Marius كان زرافة ذكر ولد في 2012 ومات في 9 فبراير 2014. عاش في حديقة حيوان كوبنهاغن.
على الرغم من تمتعه بصحة جيدة، إلا أنه لم يكن مناسبا من الناحية الوراثية للتكاثر في المستقبل. لذلك قررت سلطات الحديقة قتله. على الرغم من وجود الكثير من العروض لتبنيه والتي تتعارض مع سياسة بيع الحيوانات، لمالكي القطاع الخاص.
قتل في التاسع من فبراير عام 2014. ثم تم تشريحه في فصل تعليمي عام، وتم إطعامه إلى أسود حديقة الحيوان.
تلقى الحدث تغطية إعلامية في جميع أنحاء العالم وتوالت ردود العديد من المنظمات والأفراد، بما في ذلك تهديدات بالقتل للموظفين في حديقة الحيوان.